# Bildstein von Sjellebro

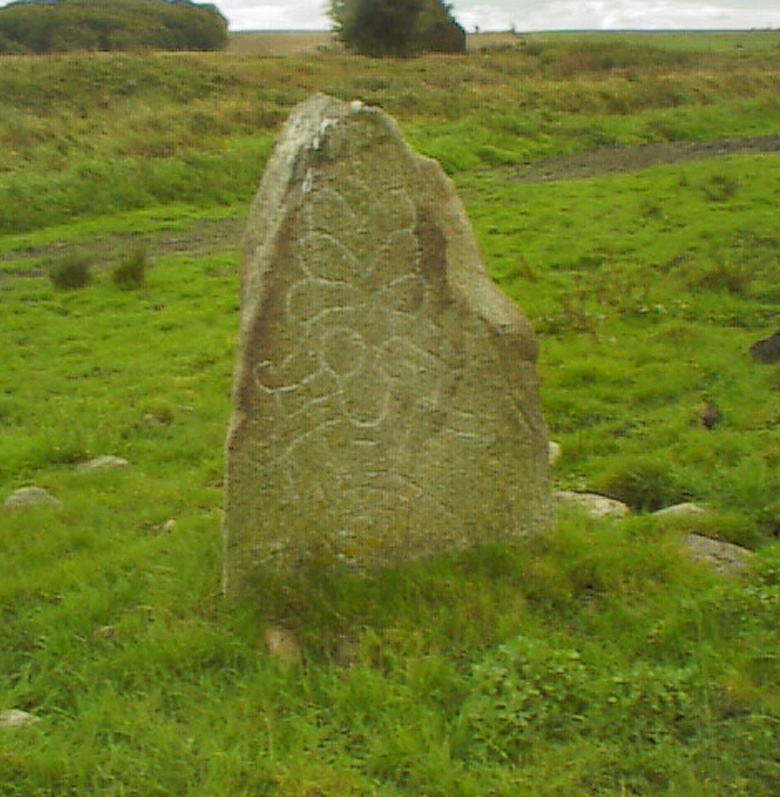
Bildstein von Sjellebro

Der Bildstein von Sjellebro (DR 1985:539) ist ein Maskenstein aus der Wikingerzeit (um 850 bis um 1050) in Sjellebro bei Randers in Dänemark. Der Granitstein ist etwa 1,7 Meter hoch und ist auf einer Seite mit einem großen Gesicht versehen.
Die Bedeutung ist unklar. Der Stein trägt keine Inschrift.
Er war 1951 an einer Furt über den Alling Å gefunden worden.

## Sjellebro-Legende
Von diesem Trollstein wird erzählt, er sei der Sitz des Wassermannes, der an dieser Stelle jährlich ein Menschenopfer forderte. Einmal vergingen jedoch sechs Jahre, bevor ein Mensch ertrank. Sechs Jahre erscholl der Ruf: „Die Zeit ist gekommen, aber der Mann ist nicht gekommen!“ Im siebten Jahr fuhr ein Wagen durch den Fluss und alle sieben Insassen kamen ums Leben.